# Rhamnus capraeifolia
Rhamnus capraeifolia är en brakvedsväxtart som beskrevs av Diederich Franz Leonhard von Schlechtendal. Rhamnus capraeifolia ingår i släktet getaplar, och familjen brakvedsväxter.

## Underarter
Arten delas in i följande underarter:
- R. c. grandifolia
- R. c. matudae